# Мельники (Крым)

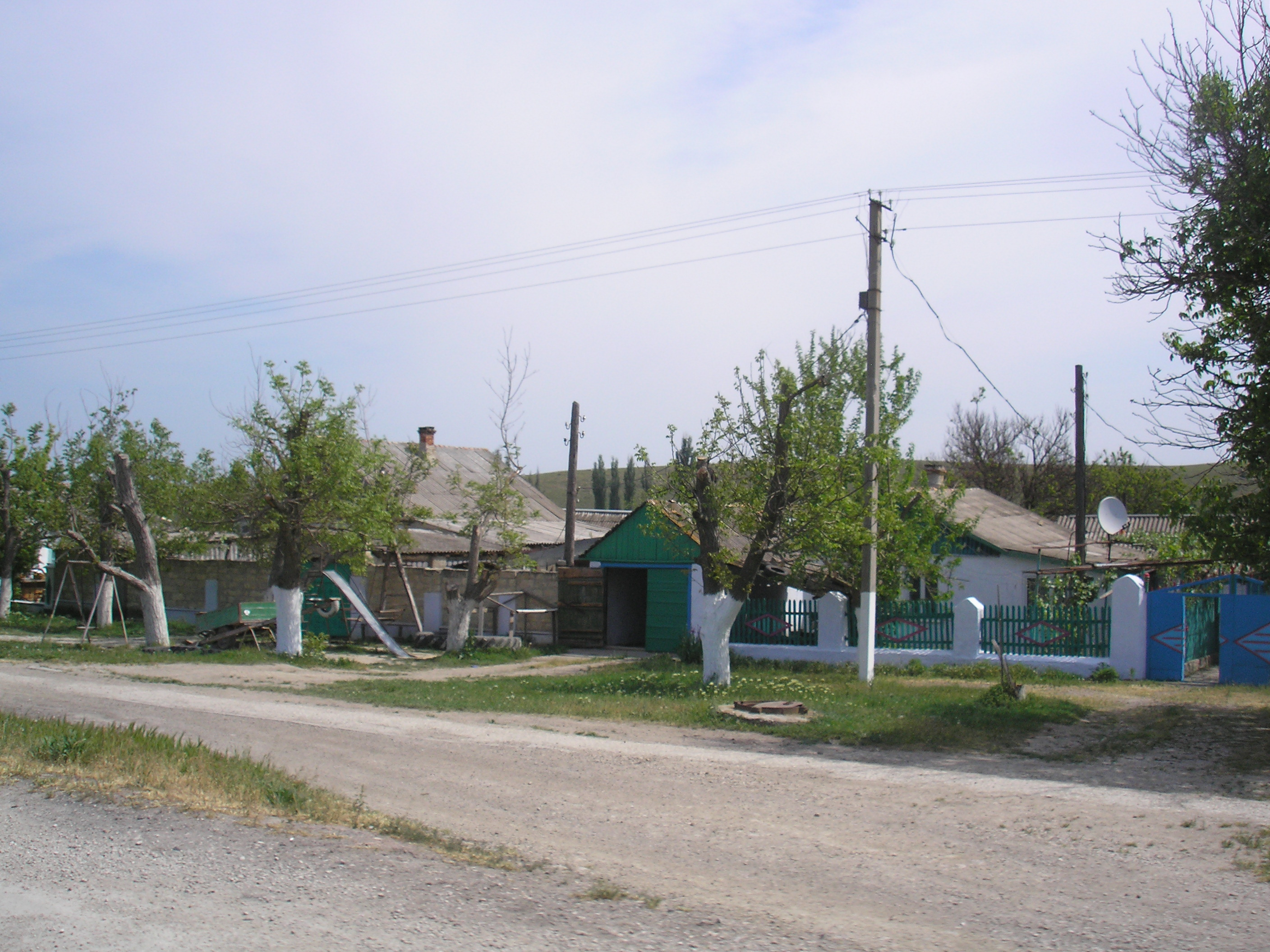

Ме́льники (до 1948 года Шавха́л; укр. Мельники, крымскотат. Şavqal, Шавкъал) — село в Белогорском районе Республики Крым, входит в состав Зыбинского сельского поселения (согласно административно-территориальному делению Украины — Зыбинского сельского совета Автономной Республики Крым).

## Население
| 2001 | 2014 |
| ---- | ---- |
| 345  | ↘285 |

Всеукраинская перепись 2001 года показала следующее распределение по носителям языка
| Язык       | Процент |
| ---------- | ------- |
| русский    | 86.67   |
| украинский | 8.12    |
| другие     | 1.74    |

### Динамика численности
| - 1915 год — 2/40 чел. - 1926 год — 47 чел. - 1939 год — 357 чел. - 1989 год — 357 чел. | - 2001 год — 345 чел. - 2009 год — 302 чел. - 2014 год — 285 чел. |

## Современное состояние
На 2017 год в Мельниках числится 4 улицы; на 2009 год, по данным сельсовета, село занимало площадь 52 гектара на которой, в 121 дворе, проживало 302 человека. В селе действуют сельский клуб, фельдшерско-акушерский пункт. Мельники связаны автобусным сообщением с райцентром, городами Крыма и соседними населёнными пунктами.

## География
Мельники — село на севере района, на левом берегу реки Биюк-Карасу, на южной окраине степной зоны Крыма, высота центра над уровнем моря — 104 м. Соседние сёла: Зыбины в 2,8 км ниже по реке и Вишенное в 4 км к югу.
Расстояние до райцентра — около 18 километров (по шоссе), расстояние до ближайшей железнодорожной станции Нижнегорская (на линии Джанкой — Феодосия) — примерно 31 километр. Транспортное сообщение осуществляется по региональной автодороге 35К-016 Нижнегорский — Белогорск (по украинской классификации — Т-0112).

## История
На верстовой карте 1890 года на месте деревне обозначен господский двор Чукур.
Урочище Шавхал в Табулдинской волости Симферопольского уезда, площадью 52 десятины и принадлежащее Осипу Петровичу Алтунджи (бывшему городскому голове Феодосии), без строений и жителей, впервые упоминается в «…Памятной книжке Таврической губернии на 1900 год». По Статистическому справочнику Таврической губернии. Ч.II-я. Статистический очерк, выпуск шестой Симферопольский уезд, 1915 год, в Табулдинской волости Симферопольского уезда числился сад Шавхал (Алтунджи О. П.) с 1 двором с населением в количестве 2 человека приписных жителей и 40 — «посторонних».
После установления в Крыму Советской власти, по постановлению Крымревкома от 8 января 1921 года была упразднена волостная система и село вошло в состав вновь созданного Карасубазарского района Симферопольского уезда, а в 1922 году уезды получили название округов. 11 октября 1923 года, согласно постановлению ВЦИК, в административное деление Крымской АССР были внесены изменения, в результате которых округа ликвидировались, Карасубазарский район стал самостоятельной административной единицей и село включили в его состав. Согласно Списку населённых пунктов Крымской АССР по Всесоюзной переписи 17 декабря 1926 года, в хуторе Шавхал, Тайганского сельсовета Карасубазарского района, числилось 18 дворов, все крестьянские, население составляло 47 человек, из них 27 русских, 3 греков, 2 украинцев, 1 татарин 1 немец, 8 записаны в графе «прочие». По данным всесоюзной переписи населения 1939 года в селе проживало 357 человек.
В 1944 году, после освобождения Крыма от фашистов, 12 августа 1944 года было принято постановление № ГОКО-6372с «О переселении колхозников в районы Крыма», в исполнение которого в район завезли переселенцев: 6000 человек из Тамбовской и 2100 — Курской областей, а в начале 1950-х годов последовала вторая волна переселенцев из различных областей Украины. С 25 июня 1946 года Аргинчик в составе Крымской области РСФСР. Указом Президиума Верховного Совета РСФСР от 18 мая 1948 года, уже село Шавхал переименовали в Мельники. 26 апреля 1954 года Крымская область была передана из состава РСФСР в состав УССР.
Судя по доступным источникам, в состав Зыбинского сельсовета село входило дважды: первый раз в 1950-х — начале 1960-х годов (на 15 июня 1960 года село уже числилось в его составе), а на 1 января 1968 года Мельники записаны в составе Вишенского сельсовета к 1974 году, когда согласно книге «Історія міст і сіл Української РСР» вновь фигурирует Зыбинский. Решением Крымского облисполкома от 5 сентября 1985 года в состав села Мельники было включено село Озёрное, хотя, фактически, оно находилось в 1 км севернее. По данным переписи 1989 года в селе проживало 357 человек. С 12 февраля 1991 года село в восстановленной Крымской АССР, 26 февраля 1992 года переименованной в Автономную Республику Крым. С 21 марта 2014 года в составе Крыма аннексировано Россией.